# Kantenverrundung
Kantenverrundung ist ein spezielles Verfahren zur Oberflächenbehandlung von Werkstücken. Die zu bearbeitenden Werkstücke, vorrangig Metall, werden durch ein spezielles Bürstverfahren (je nach Hersteller der Maschine unterschiedlich) abgerundet.

## Anwendungsbereiche
Die Kantenverrundung wird sowohl in der Metall- als auch in der Plastik- und Holzverarbeitenden Industrie eingesetzt. In der Metallindustrie werden durch die Kantenverrundung z. B. scharfe Kanten entfernt, um Verletzungen des Endverbrauchers zu vermeiden. Bei der Holzverarbeitung zu Möbelstücken ist die Kantenverrundung für den Halt des Lackes wichtig. Besonders wichtig jedoch ist die Kantenverrundung bei Zerspanungswerkzeugen. Eine definierte Schneidkantenverrundung kann die Standzeit von Zerspanungswerkzeugen verlängern.

## Präzisionskantenverrundung
Die Präzisionskantenverrundung ist eine Weiterentwicklung der Kantenverrundung. Es kommen ebenfalls Bürstwerkzeuge zum Einsatz, die bei der Kantenverrundung Genauigkeiten im μ-Bereich und bei Oberflächenpolituren im nano-Bereich erzielen. Präzisionskantenverrundung findet viele Anwendungsbereiche. Es wird ebenfalls (wie bei der normalen Kantenverrundung) dazu eingesetzt, um die Lebensdauer von Spanwerkzeugen um ein Vielfaches zu verlängern. Es wird jedoch auch zum Verrunden von Hartmetall-Wendeplatten, Bohrern, Fräsen, Sägen und Stanzteilen eingesetzt.